# Маджерито
Маджерито (болг. Маджерито) — село в Болгарии. Находится в Старозагорской области, входит в общину Стара-Загора. Население составляет 551 человек.

## Политическая ситуация
В местном кметстве Маджерито, в состав которого входит Маджерито, должность кмета (старосты) исполняет Грозданка Тонева Димова (независимый) по результатам выборов правления кметства.
Кмет (мэр) общины Стара-Загора — Светлин Танчев (Граждане за европейское развитие Болгарии (ГЕРБ)) по результатам выборов в правление общины.